# 創建 (名古屋市熱田区)

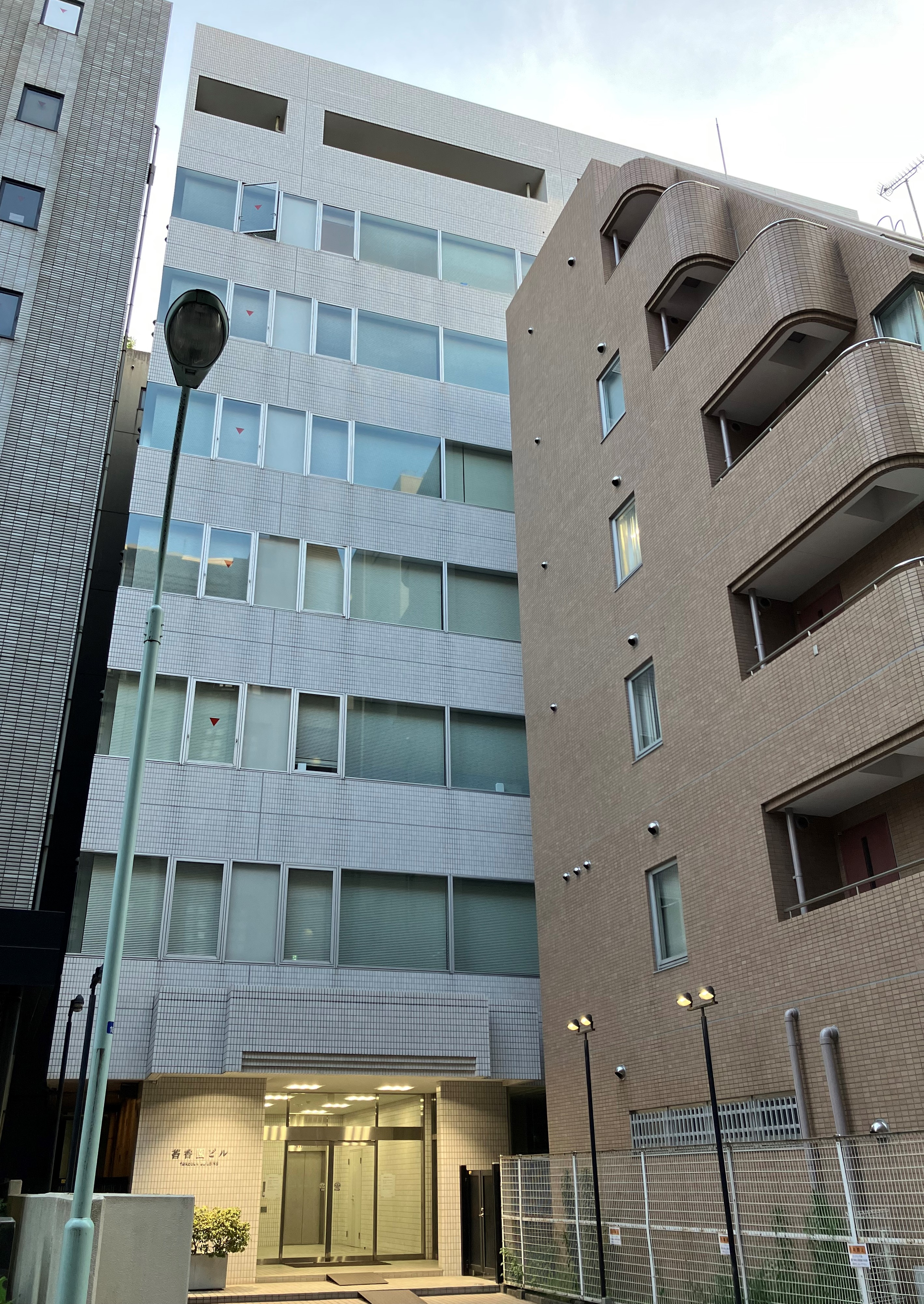
本社が入居する苔香園ビル

株式会社創建（そうけん、英: SOKEN, Inc.）は、東京都港区に本社と愛知県名古屋市熱田区に本店を置く、都市計画・交通計画などに携わる会社。

## 事業内容
- 公共政策の研究（流域・国土基盤政策、公共事業の整備効果、行政計画・法定計画、合意形成・意識調査、減災対策・防災計画）
- 都市・交通計画（交通スマートウェイ、自転車・コミュバス、環境未来都市づくり、景観計画まちづくり、街なみ空間デザイン）
- 公共資産の活用（アセットマネジメント、ファシリティーマネジメント、PPPアドバイザリ、公共資産の長寿命化、公園経営・活用施策）
- 環境・創生計画（地球温暖化エコ対策、生態系ネットワーク、緑と水の保全・創出、森林・里山海計画）
- 地域再生・活性（まちなか活性化計画、農山漁村活性化計画、歴史文化まちづくり、観光・交流促進計画、六次産業農商工連携）

## 事業所
- 東京本社（東京都港区）
- 名古屋本店（愛知県名古屋市熱田区）
- 横浜支店（神奈川県横浜市中区）
- 岐阜支店（岐阜県岐阜市）
- 三重支店（三重県津市）
- 静岡支店（静岡県静岡市葵区）